# Années 1540
Les années 1540 couvrent la période de 1540 à 1549.

## Événements
- 1539-1543 : expédition d'Hernando de Soto, qui atteint le Mississippi (1541)[1].
- 1539-1540 : le protestantisme est proscrit en France[2].
- Vers 1540 : création de École de cartographie de Dieppe, dirigée par Pierre Desceliers, alimentée par les nombreux relevés cartographiques des explorateurs envoyés par l'armateur Jean Ango (Thomas Aubert en 1508, Verrazzano en 1524, Jean et Raoul Parmentier en 1529)[3].
- 1540 :
  - répression de la révolte de Gand[4].
  - début de la conquête du Chili par Pedro de Valdivia. Fondation de Santiago (1541)[5]. Résistance des Mapuches Guerre d’Arauco (1535-1880)[6].
- 1541 : échec du siège d’Alger par Charles Quint[7].
- 1541-1543 : campagnes des Ottomans en Hongrie. Division de la Hongrie entre le sultan Süleyman Ier, l'empereur Ferdinand et Jean Sigismond[8].
- 1541-1542 : expédition « de la cannelle ». Parti de Quito, Francisco de Orellana descend le cours de l’Amazone jusqu’à l’Atlantique[9].
- 1542 : Leyes Nuevas[10].
- 1542-1543 : le Japon découvre les armes à feu ; les mousquets portugais vendus par  Mendes Pinto au seigneur de Tanegashima Tokitaka sont vite copiés par les artisans locaux, transformant ainsi l’art de la guerre au Japon[11]. Début de l'époque du commerce Nanban (1543-1650)[12].
- 1542-1544 : quatrième guerre entre François Ier et Charles Quint[13].
- 1543 :
  - siège de Nice[7].
  - le traité de Venlo met fin aux guerres de Gueldre qui passe aux Habsbourg[14].
  - Nicolas Copernic publie Des révolutions des sphères célestes, exposant le système héliocentrique[15].
  - la publication de l'œuvre de André Vésale De humani corporis fabrica provoque des polémiques qui mettront fin au galénisme en anatomie et en chirurgie[16].
- 1544 :
  - bataille de Cérisoles. Siège de Boulogne. Trêve de Crépy-en-Laonnois[17].
  - le traité de Spire établit les droits du Danemark sur les détroits du Sund[18].
- 1544-1546 : guerre civile au Pérou[9].

- 1545 : massacre des Vaudois de Provence[2].

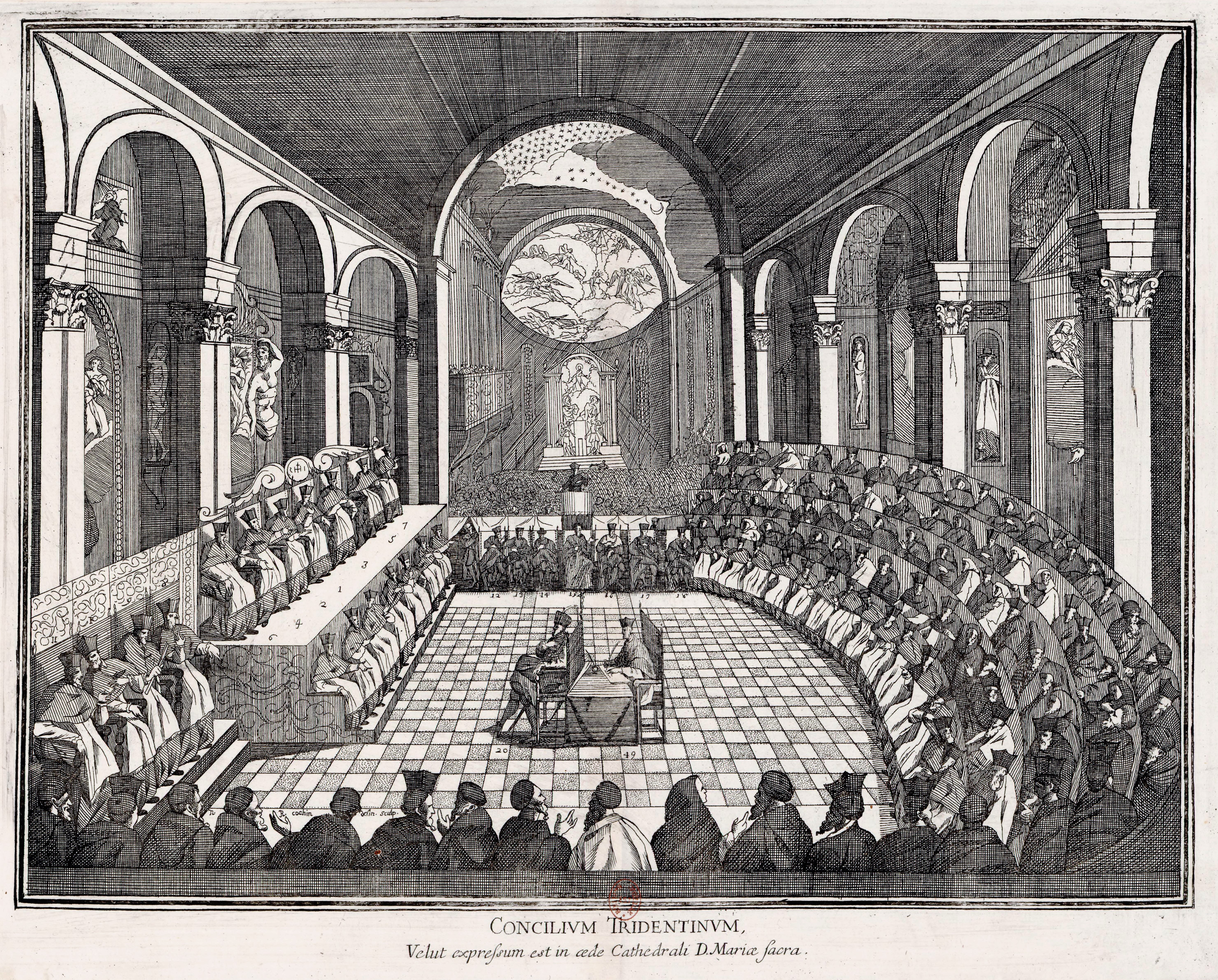
1545-47 ; 1551-52 et 1561-63, Contre-Réforme : le concile de Trente clarifie des aspects de la foi chrétienne mis en doute par les Protestants, réforme la liturgie et les pratiques du culte, rétablit la discipline ecclésiastique, prépare une version officielle de la Bible (Vulgate), un Catéchisme (1566), un bréviaire (1568), un Missel romain (1570)... De nombreux théologiens espagnols (Francisco de Vitoria, Melchior Cano, Domingo de Soto, Bartolomé de Carranza, Diego Laynez, Alfonso Salmeron) participent aux travaux.

- 13 décembre 1545 au 3 mars 1547 : sessions 1 à 8 du concile de Trente. Les Pères précisent le texte du symbole de la Foi, déterminent les livres canoniques de l’Ancien et du Nouveau Testament, les règles à suivre pour éditer des textes canoniques, et imposent l’usage obligatoire de l’édition latine de Saint Jérôme (Vulgate). Ils établissent la doctrine de la justification, rappellent que l’Église reconnaît sept sacrements. Ils précisent les conditions de choix des évêques, rappellent l’interdiction du cumul des évêchés et des cures, précisent les règles de sacre des prélats, les règles d’établissement et d’entretien des institutions scolaires, et celles de la désignation des prédicateurs[21].
- 1546 : Le Tiers Livre (1546) de François Rabelais ; début de la parution du Quart Livre (1548)[22].
- 1546-1555 : guerre de Schmalkalden opposant Charles Quint aux princes protestants allemands du Nord[23].
- 1547 : 
  - tsarat de Moscou proclamé par Ivan le Terrible[24].
  - victoire de Charles Quint sur les protestants allemands à la bataille de Muehlberg[7].
  - Espagne : débat sur les statuts de pureté de sang (limpieza de sangre) pour accéder au chapitre de Tolède. Apparus à la fin du XVe siècle, ils se généralisent et permettent aux seuls vieux chrétiens d’accéder à l’université et aux bénéfices, d’être admis dans les ordres militaires, dans les charges et offices, voire dans les organisations de métiers[25].
- 1548 : regroupement des dix-sept provinces des Pays-Bas dans le cercle de Bourgogne du Saint-Empire romain[26].
- 1548-1549 : seconde campagne de l’Empire ottoman en Perse. Les troupes ottomanes s’emparent du Kurdistan et progressent par la Géorgie vers la mer Noire et par l’Arménie vers la Caspienne[27].

- 1549 :
  - L'Acte d'uniformité de 1548 est adopté par le Parlement d'Angleterre. il établit la version de 1549 du Livre de la prière commune en anglais comme seul livre de prières autorisé en Angleterre, pour remplacer les différentes versions du Missel en langue latine[28].
  - révolte du livre de la prière commune et révolte de Kett contre les enclosures en Angleterre[29].
  - fin de l’empire du Djolof et de l’unité du peuple wolof au Sénégal[30].

- Les Portugais se fixent à Mozambique. Ils commercent avec Monomotapa et luttent contre la concurrence arabe[31].

## Personnages significatifs
- Jacques Cartier
- Charles Quint
- Nicolas Copernic
- Cosme de Médicis
- Édouard VI d'Angleterre
- Francisco Vásquez de Coronado
- François Ier
- François Xavier
- Henri II de France
- Henri VIII d'Angleterre
- Humâyûn
- Ignace de Loyola
- Inés de Suárez
- Ivan IV de Russie
- Mohammed ech-Cheikh
- Pedro de Valdivia